# Nordby
Nordby este un oraș în Danemarca.